# Thetford Reef
Thetford Reef är ett rev på Stora Barriärrevet i Australien.   Det ligger 45 km öster om Cairns i delstaten Queensland.